# Xyris guianensis
Xyris guianensis là một loài thực vật hạt kín trong họ Hoàng đầu. Loài này được Steud. miêu tả khoa học đầu tiên năm 1855.